# Sphinctomyrmex duchaussoyi
Sphinctomyrmex duchaussoyi is een mierensoort die tot 2014 was toegekend aan de onderfamilie van de Cerapachyinae maar daarna aan de onderfamilie van de Dorylinae. De wetenschappelijke naam van de soort is voor het eerst geldig gepubliceerd in 1905 door André.